# Vaddu, Karnataka
 Vaddu  là một thị trấn ở phía nam bang Karnataka, Ấn Độ.